# Robert Prud'homme
Pour les articles homonymes, voir Prudhomme et Prud'homme.
 (juillet 2015).
Si vous disposez d'ouvrages ou d'articles de référence ou si vous connaissez des sites web de qualité traitant du thème abordé ici, merci de compléter l'article en donnant les références utiles à sa vérifiabilité et en les liant à la section « Notes et références ».
Robert Émery Prud’homme est un professeur, chimiste et ingénieur québécois né le 12 juillet 1946 à Sainte-Martine. Il a un doctorat de l'université du Massachusetts à Amherst (1973) ainsi que des études postdoctorales à l'Université de Montréal.
Il est un expert mondial des celluloïds. En 1982, il surprend la communauté scientifique en montrant que les polyesters peuvent s'associer pour former des complexes que l'on dit stéréoréguliers.

## Distinctions
- 1985 - Bourses commémoratives E.W.R. Steacie
- 1989 - Prix Agora de la Ville de Montréal
- 1994 - Prix Summa en recherche de la Faculté des sciences et génie de l'Université Laval
- 1994 - Prix Polysar de l'Institut de chimie du Canada
- 1995 - Prix Urgel-Archambault de l'Association canadienne-française pour l'avancement des sciences
- 2001 - Prix Marie-Victorin[1]
- 2013 - Médaille de Montréal, The Chemical Institute of Canada[2]
- 2019 - Ordre national du Québec (insigne de chevalier)[3]